# Le Chambon-Feugerolles
Le Chambon-Feugerolles és un municipi francès situat al departament del Loira i a la regió d'Alvèrnia-Roine-Alps. L'any 2007 tenia 12.922 habitants.

## Demografia

### Població
El 2007 la població de fet de Le Chambon-Feugerolles era de 12.922 persones. Hi havia 5.272 famílies de les quals 1.811 eren unipersonals (646 homes vivint sols i 1.165 dones vivint soles), 1.414 parelles sense fills, 1.555 parelles amb fills i 492 famílies monoparentals amb fills.
La població ha evolucionat segons el següent gràfic:
Habitants censats

### Habitatges
El 2007 hi havia 5.837 habitatges, 5.347 eren l'habitatge principal de la família, 33 eren segones residències i 457 estaven desocupats. 1.931 eren cases i 3.892 eren apartaments. Dels 5.347 habitatges principals, 2.441 estaven ocupats pels seus propietaris, 2.817 estaven llogats i ocupats pels llogaters i 89 estaven cedits a títol gratuït; 91 tenien una cambra, 583 en tenien dues, 1.682 en tenien tres, 1.712 en tenien quatre i 1.278 en tenien cinc o més. 2.758 habitatges disposaven pel capbaix d'una plaça de pàrquing. A 2.407 habitatges hi havia un automòbil i a 1.588 n'hi havia dos o més.

### Piràmide de població
La piràmide de població per edats i sexe el 2009 era:
| Homes | Edats   | Dones |
| ----- | ------- | ----- |
| 0     | 95 o +  | 20    |
| 24    | 90 a 94 | 92    |
| 48    | 85 a 89 | 124   |
| 124   | 80 a 84 | 200   |
| 296   | 75 a 79 | 388   |
| 304   | 70 a 74 | 460   |
| 328   | 65 a 69 | 408   |
| 312   | 60 a 64 | 360   |
| 360   | 55 a 59 | 396   |
| 532   | 50 a 54 | 508   |
| 476   | 45 a 49 | 536   |
| 448   | 40 a 44 | 492   |
| 400   | 35 a 39 | 420   |
| 344   | 30 a 34 | 392   |
| 412   | 25 a 29 | 428   |
| 492   | 20 a 24 | 468   |
| 544   | 15 a 19 | 540   |
| 493   | 10 a 14 | 376   |
| 420   | 5 a 9   | 396   |
| 316   | 0 a 4   | 372   |

## Economia
El 2007 la població en edat de treballar era de 7.768 persones, 5.079 eren actives i 2.689 eren inactives. De les 5.079 persones actives 4.477 estaven ocupades (2.453 homes i 2.024 dones) i 601 estaven aturades (293 homes i 308 dones). De les 2.689 persones inactives 772 estaven jubilades, 744 estaven estudiant i 1.173 estaven classificades com a «altres inactius».

### Ingressos
El 2009 a Le Chambon-Feugerolles hi havia 5.330 unitats fiscals que integraven 12.861,5 persones, la mediana anual d'ingressos fiscals per persona era de 14.602 €.

### Activitats econòmiques
Dels 542 establiments que hi havia el 2007, 4 eren d'empreses extractives, 12 d'empreses alimentàries, 6 d'empreses de fabricació de material elèctric, 1 d'una empresa de fabricació d'elements pel transport, 83 d'empreses de fabricació d'altres productes industrials, 63 d'empreses de construcció, 139 d'empreses de comerç i reparació d'automòbils, 16 d'empreses de transport, 33 d'empreses d'hostatgeria i restauració, 5 d'empreses d'informació i comunicació, 32 d'empreses financeres, 27 d'empreses immobiliàries, 37 d'empreses de serveis, 53 d'entitats de l'administració pública i 31 d'empreses classificades com a «altres activitats de serveis».
Dels 123 establiments de servei als particulars que hi havia el 2009, 1 era una comissaria de policia, 1 oficina d'administració d'Hisenda pública, 1 oficina de correu, 6 oficines bancàries, 2 funeràries, 20 tallers de reparació d'automòbils i de material agrícola, 1 taller d'inspecció tècnica de vehicles, 3 autoescoles, 12 paletes, 11 guixaires pintors, 3 fusteries, 11 lampisteries, 9 electricistes, 2 empreses de construcció, 11 perruqueries, 1 veterinari, 1 agència de treball temporal, 17 restaurants, 3 agències immobiliàries, 4 tintoreries i 3 salons de bellesa.
Dels 38 establiments comercials que hi havia el 2009, 2 eren supermercats, 1 una gran superfície de material de bricolatge, 2 botigues de més de 120 m², 2 botiges de menys de 120 m², 9 fleques, 4 carnisseries, 3 llibreries, 5 botigues de roba, 2 botigues d'electrodomèstics, 2 botigues de mobles, 1 un drogueria, 1 una perfumeria i 4 floristeries.
L'any 2000 a Le Chambon-Feugerolles hi havia 30 explotacions agrícoles que ocupaven un total de 234 hectàrees.

## Equipaments sanitaris i escolars
El 2009 hi havia 1 hospital de tractaments de mitja durada (seguiment i rehabilitació), 1 centre de salut i 7 farmàcies.
El 2009 hi havia 4 escoles maternals i 6 escoles elementals. A Le Chambon-Feugerolles hi havia 2 col·legis d'educació secundària i 2 liceus tecnològics. Als col·legis d'educació secundària hi havia 681 alumnes i als liceus tecnològics 324.

## Poblacions més properes
El següent diagrama mostra les poblacions més properes.